# Celjski dom
Cêljski dóm je stavba v Celju nasproti glavne stavbe železniške postaje na križišču Krekovega trga in Ulice XIV. divizije. Zgrajena je bila v novogotskem slogu med letoma 1905 in 1907 po načrtih dunajskega arhitekta Branga.
Nacionalna nasprotja v Celju so se na prelomu 19. stoletja zelo zaostrila, tako da sožitja med Slovenci in celjskimi Nemci ni bilo moč pričakovati. Delitev se je prikradla v vse pore vsakdanjega življenja v mestu. Slovenstvo se je v 1890. okrepilo. Leta 1895 so uvedli slovenske paralelke in med letoma 1895 in 1896 zgradili Narodni dom. Nemci so se hoteli odzvati z gradnjami stavb v nemškem slogu Altdeutch. Zamisel o gradnji Nemške hiše (nemško Deutsches Haus) se je tako porodila že med gradnjo Narodnega doma, uresničevati pa so jo začeli šele leta 1898, ko so zbrali dovolj denarja, da so lahko ustanovili društvo »Nemška hiša«. Glavni cilj društva je bil, da bi v hiši našla svoj dom razna nemška društva, društvena tiskarna Celeia in uredništvo nemškega časopisa Deutsche Wacht. Predvideli so tudi dovolj velike in primerne prostore za gostinstvo, s tujskimi sobami ter prostore za prosti čas. Občina je sredi leta 1898 podarila društvu staro Guggenmossovo hišo, nasproti kolodvora, saj so jo zaradi dotrajanosti nameravali porušiti, in na njenem mestu zgraditi novo.
Društvo je leta 1900 razpisalo javni natečaj za najboljšo arhitekturno rešitev. Navedli so tudi, da mora stavba imeti germanski tip fasade. Med 37 prispelimi načrti so izbrali Brangov projekt, ki se je najbolj približal kriterijem natečaja. Gradnjo so ocenili na 320.000 kron, ki pa jih društvo ni zmoglo zbradi tako hitro. Začetek gradnje je nekaj let zastal. Spomladi 1905 so končno zbrali 180.000 kron, da so lahko začeli z gradjo. Porušili so Guggenmossovo hišo, 26. julija pa vzidali temeljni kamen z listino, kjer so orisali svoje desetletno prizadevanje. Potem so pod vodstvom celjskega mestnega zidarja in tesarja Antona Dimetza stekla gradbena dela, gradnjo pa so končali v letu dni. Društvo je aprila 1907 dobilo uporabno dovoljenje, 15. maja pa so hišo odprli.
Za Nemce je hiša v tem času odigrala pomembno vlogo. Njena lega nasproti kolodvora, s tipično nemško fasado, je vsakemu naključnemu turistu, ki se je v mesto pripeljal z vlakom, takoj ob iztopu dajala vtis starega in tipičnega pranemškega mesta (urdeutsche Stadt). Vse do razpada Avstro-Ogrske leta 1918 je bila kulturno in družabno središče vladajočega celjskega nemštva. Po koncu 1. svetovne vojne so leta 1919 Nemško hišo preimenovali v Celjski dom. Tudi v Celjskem domu je našlo svoje domovanje več kulturnih društev. Med njimi na primer Mohorjeva družba, ki se je po koroškem plebiscitu preselila iz Celovca. V času Kraljevine Jugoslavije je nemška skupnost poskušala pridobiti nazaj svoje premoženje in zgradbo, vendar ni uspela. Za časa 2. svetovne vojne so Celjski dom spet prevzeli Nemci. Po vojni je večina celjskih Nemcev skupaj z nemškimi oboroženimi silami pobegnila iz mesta, druge pa je pregnala nova oblast. Zgradba je spet dobila sedanje ime. 
Dolgo časa je zahodni del stavbe služil kot Dom JLA, v severovzhodnem delu pa je deloval mestni kino Union. Tu ima sedež Zavod Celeia.